# 조괄
조괄(趙括, ? ~ 기원전 260년)은 중국 전국시대 조(趙)나라의 장군이다.
명장으로 알려진 조사(趙奢)의 아들이다. 병법에 통달한 것으로 이름을 날렸으나 장평전투(長平之戰)에서 진나라(秦)의 백기(白起)에게 패해 전사했다.

## 생애

### 어린 시절
조괄은 조나라의 명장으로 이름을 날리던 조사(趙奢)의 아들이었다.
조괄은 어려서부터 병법을 배웠는데, 군대의 일을 논함에 있어서는 천하에 당해낼 사람이 없었다. 일찍이 아버지인 조사와 더불어 군대의 일을 논하였는데, 조사 조차도 그를 당해내지 못했다. 그러나 조사는 조괄이 잘한다고 칭찬해주지 않았다. 조괄의 어머니가 그 까닭을 묻자 조사가 말하기를, "전쟁이란 사람이 죽는 곳이오. 그러나 괄은 이를 너무 쉽게 말하고 있소. 조나라가 괄을 장수로 삼지 않으면 그만이겠으나, 만약 기어이 그를 장수로 삼는다면 조나라의 군대를 무너지게 할 것이오."라 하였다.

### 장수가 되다
기원전 262년(효성왕 4), 진나라의 공격을 받고 있던 한나라의 상당(上黨)이 결국 조나라에 투항할 의사를 전달하였다. 평양군 조표(趙豹)는 이것이 진나라의 침공을 조나라로 돌리려 한다는 한나라의 계책이라고 주장하며 반대하였으나, 조 효성왕은 이를 무시하고 상당을 취하였다. 이후 기원전 260년(효성왕 7), 4월에 진나라의 왕흘(王齕)이 쳐들어와 상당을 빼앗자 그 인민들이 조나라로 달아났다. 이때에 조사는 죽은 후였다. 결국 염파가 장평(長平)에 파견되어 진나라 군대와 대치하였다.
진나라 군대는 공세를 펼쳐서 6월에는 조나라의 군영을 함락시켜서 두 개의 보루를 빼앗고 네 명의 교위를 사로잡았다. 또한 7월에는 진나라가 조나라의 보루를 공격하여 교위 둘을 사로잡았다. 그러나 염파는 흔들리지 않고 함부로 나서서 싸우는 것을 피하면서 보루를 쌓고 방어를 강화하는 등의 장기전으로 대응하였다. 그러자 진나라 측에서는 "진나라가 가장 두려워 하는 것은 마복군 조사의 아들인 조괄이 장수가 되는 것이다."라는 소문을 퍼뜨렸다. 이 말을 믿은 조 효성왕은 염파를 파면하고 조사의 아들인 조괄을 대신 장수로 파견하였다.
그러자 인상여(藺相如)는 "왕께서 명성만으로 조괄을 쓰려고 하시는데, 이는 아교로 슬(瑟, 거문고)의 발을 붙이고 슬을 연주하려는 것과 같습니다. 조괄은 그저 그 부친이 전한 책만 읽었을 뿐 합변(合変, 임기응변)을 모릅니다."라 말하며 반대하였고, 조괄의 어머니 또한 "조괄을 장수로 삼아서는 안 됩니다."라고 말하며 반대하였으나 효성왕은 이를 모두 무시하였다. 그러자 조괄의 어머니는 조괄이 잘못되더라도 자신을 이 일에 연루시키지 말아 달라고 요구하여 효성왕으로부터 약속을 받아냈다.

### 장평대전의 참패
염파를 대신하여 장수가 된 조괄은 규정을 모두 바꾸고 군리들까지 교체했다. 한편 진나라 측에서는 조나라 측의 장수가 조괄로 교체되었다는 소식을 듣고는 몰래 명장인 백기(白起)를 상장군(上將軍)으로 삼았고, 왕흘을 그 부장으로 삼았다. 그리고는 군중에 무안군이 상장군이 되었다는 사실을 입 밖에 내는 자는 목을 자르겠다는 명령을 내렸다.
전장에 도착한 조괄은 곧바로 출병하여 진나라의 군대를 공격했다. 그러자 백기는 기병을 풀어서 패하여 달아나는 척 하였다. 조나라 군대는 진나라 측의 보루까지 추격하였으나 보루가 견고하여 뚫고 들어가지 못했다. 그러자 진나라 측은 기병 2만 5천으로 조나라 군대의 퇴로를 끊었고, 또한 기병 5천으로 조나라의 보루 사이를 끊으니 조나라의 군대는 둘로 나누어지고 식량 보급로가 끊어졌다. 전세가 불리해진 조나라 측은 보루를 쌓고 수비하면서 구원병을 기다렸다. 조나라의 식량 보급로가 끊어졌다는 보고를 받은 진 소양왕은 몸소 하내(河內)까지 와서 백성들의 작위를 한 등급씩 올리며 격려하는 한편 15세 이상을 모두 징발하여 장평으로 보내 조나라의 구원병과 식량 보급로를 차단했다.
결국 9월이 되자 46일 동안 포위당한 조나라의 군사들은 굶주리게 되어 몰래 서로를 죽여서 잡아 먹는 지경에 이르렀다. 이에 진나라의 보루를 공격하여 탈출하려고 부대를 넷으로 나누어 4,5차례 공격했지만 탈출하지 못했다. 조괄은 정예 부대를 내세워 직접 전투에 나섰으나 진나라의 군사가 조괄을 활로 쏘아 죽였다. 조괄의 군대는 패하여 수십 만이 드디어 진나라에 항복했고, 진나라는 그들을 모두 구덩이에 파묻어 죽였다. 이때 죽은 조나라 군사는 45만 명에 달하였다. 이 싸움을 장평대전이라 한다.

### 사후
조괄이 패사한 후, 이듬해에 조나라는 수도인 한단이 진나라 군대에 포위당하는 등 위급한 지경에 처했으나 초나라(楚)와 위나라(魏) 등의 구원으로 한단의 포위를 풀었다. 한편 조 효성왕은 이전의 약속 때문에 조괄의 어머니를 죽이지 않았다.